# Cirrhilabrus randalli
Cirrhilabrus randalli is een  straalvinnige vissensoort uit de familie van lipvissen (Labridae). De wetenschappelijke naam van de soort is voor het eerst geldig gepubliceerd in 1995 door Allen.
De soort staat op de Rode Lijst van de IUCN als niet bedreigd, beoordelingsjaar 2009.